# Sami Hasan Al Nash
Sami Hasan Saleh Al Hadi Al Nash (en arabe: سامي حسن صالح آل هادي ناش), né le 2 mai 1957 et mort le 10 mai 2021, est un entraîneur de football professionnel yéménite.

## Carrière
De janvier à mai 2009, il entraîne l’équipe nationale du Yémen. Plus tard, de janvier à octobre 2012, il travaille de nouveau comme manager de l’équipe du  Yémen. En mars  2013, il devient entraîneur-chef de l’Al-Ahli Ta’izz. D'avril 2013 jusqu'en mai 2021, il dirige de nouveau l’équipe du Yémen.

## Décès
Le 16 mai 2021, la Fédération yéménite de football annonce qu’Al Nash est décédé du Covid-19, quelques jours plus tôt, le 10 mai 2021 dans la ville portuaire yéménite d’Aden. Il avait contracté le virus en avril 2021 lors d’un camp d’entraînement à Shabwah.